# Vesselin Voutchkov
Vesselin Borislavov Voutchkov (en bulgare : Веселин Бориславов Вучков), né le 26 décembre 1968 à Stob, est un homme d'État bulgare membre des Citoyens pour le développement européen de la Bulgarie (GERB). Il est ministre de l'Intérieur entre 2014 et 2015.

## Biographie

### Parcours politique
Il est vice-ministre de l'Intérieur entre 2009 et 2013, sous l'autorité du ministre Tsvetan Tsvetanov. Le 7 novembre 2014, il est nommé ministre de l'Intérieur dans le gouvernement de coalition centriste du Premier ministre conservateur Boïko Borissov.